# Barsinella
Barsinella is een geslacht van vlinders van de familie spinneruilen (Erebidae), uit de onderfamilie Arctiinae.

## Soorten
- B. asuroides Gibeaux, 1983
- B. desetta Dyar, 1914
- B. mirabilis Butler, 1878